# Чечкин, Михаил Алексеевич
Михаил Алексеевич Чечкин (14 декабря 1907—1973) — советский капитан дальнего плавания, успешно выполнивший множество сложных и ответственных походов в северных морских водах и северных реках. Участвовал в строительстве моста через Енисей и Красноярской ГЭС. В честь Михаила Чечкина назван тип ледоколов и головной ледокол этого типа.

## Биография
Предки Михаила Алексеевича были военными, казаками в дореволюционное время. После были и речники и врачи.
Сам Михаил Алексеевич с 1919 года, в неполные 13 лет, начал работать в порту маркировщиком, складским рабочим, был главным кормильцем в семье.
В 1928—1930 годах служил в армии, проходил службу на Дальнем Востоке. За участие в вооружённом конфликте на КВЖД курсант полковой школы, помкомвзвода Михаил Чечкин награждён памятным знаком. С 1930 года обучается в Красноярском речном техникуме. Учёбу совмещал с работой помощника капитана пассажирских пароходов «Ян Рудзутак», «Спартак». После успешного окончания техникума назначен капитаном парохода «Спартак», затем теплохода «Клим Ворошилов».
Михаил Алексеевич внешне производил впечатление сурового и замкнутого человека, однако в работе был весьма демократичен, некоторые важные вопросы решал коллегиально, тем самым сплачивая вокруг себя людей. В 1938 году был направлен на учёбу в Ленинградскую академию водного транспорта, где проучился два года, до закрытия академии в 1940 году. Чечкин назначен капитаном теплохода «Сергей Киров». На этой должности он и встретил Великую Отечественную войну.
Зимой 1941 года «Сергей Киров», везущий грузы в Норильск, попадает в ледоход, близкий к ледоставу. Капитан Чечкин, посоветовавшись с комсоставом, верно выбрал место для вынужденной зимовки — у реки Полой. Караван и грузы были спасены и весной 1942 года благополучно доставлены по назначению.
После войны Михаила Алексеевича Чечкина назначают капитаном флагмана Енисейского флота теплохода «Владимир Ленин».
Сбывалась вековая мечта красноярцев соединить берега реки Енисей надёжным мостом. Наведение с воды полусводов арок моста поручено капитану М. А. Чечкину на теплоходе «Красноярский рабочий». С ювелирной точностью арки были наведены, а в 1965 году он организовал и лично обеспечил безаварийную проводку морского лихтера «Лодьма» с первым колесом гидротурбины для Красноярской ГЭС.

## Награды
- Два ордена Ленина,
- орден Трудового Красного Знамени
- медали, в т. ч. «За победу над Германией в Великой Отечественной войне 1941–1945 гг.»[1].
- В честь Михаила Чечкина в 1977 году новый ледокол финской постройки получил имя «Капитан Чечкин». Проект 1105, по которому построен этот ледокол назван по головному кораблю — Ледоколы типа «Капитан Чечкин».